# Куртово-Конаре
Куртово-Конаре (болг. Куртово Конаре) — село в Болгарии. Находится в Пловдивской области, входит в общину Стамболийски. Население составляет 2624 человека (на 15 декабря 2010 года).

## Политическая ситуация
В местном кметстве Куртово-Конаре, в состав которого входит Куртово-Конаре, должность кмета (старосты) исполняет Иван Димитров Пиринов (партия АТАКА) по результатам выборов (2008 года) правления кметства.
Кмет (мэр) общины Стамболийски — Иван Илиев Атанасов (Земледельческий народный союз (ЗНС)) по результатам выборов в правление общины.